# Cornish College of the Arts

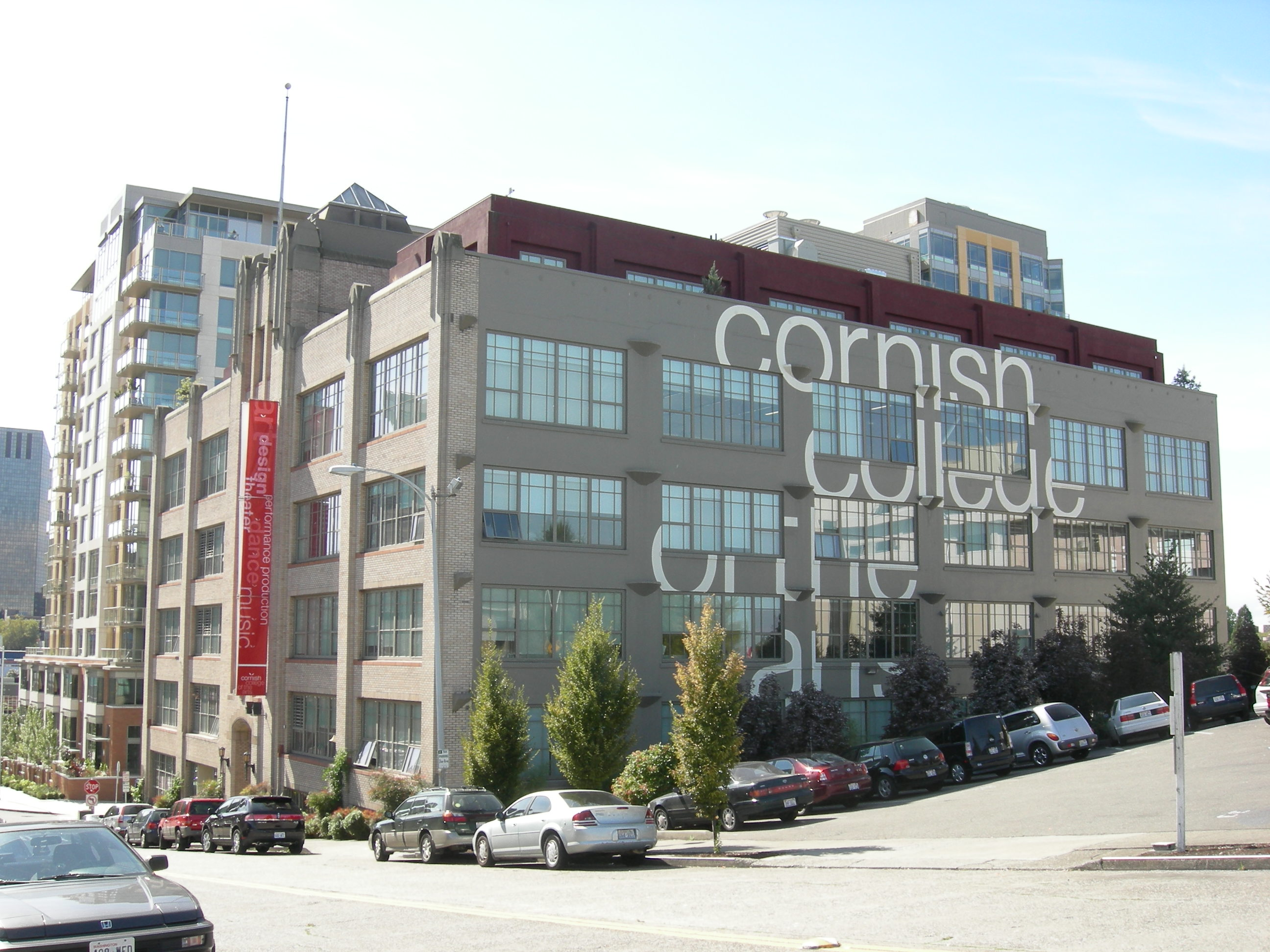
William Volker Building, Hauptgebäude des Cornish College

Das Cornish College of the Arts in Seattle im US-Bundesstaat Washington ist eine Kunstschule, die das Studium in den Fächern Tanz, Theater, Musik, Performance, Design und freie Kunst anbietet.

## Geschichte
Das Cornish College of the Arts wurde 1914 als Cornish School von der Pianistin und Gesangslehrerin Nellie Cornish  gegründet, die von dem pädagogischen Konzept Maria Montessoris (1870–1952) beeinflusst war. Cornish leitete das Institut bis 1944 und baute es zur größten Musikschule im Nordwesten der USA aus. Ursprünglich war die Schule nur für Kinder gedacht. Heute ermöglicht das College in den angebotenen Fächern den Abschluss des Bachelor of Fine Arts.
Das älteste Gebäude des Colleges, die Kerry Hall von 1921, befindet sich im Stadtteil Capitol Hill. Das Hauptgebäude befindet sich im  Stadtteil Denny Regrade in dem 1928 von den Architekten Henry Bittman und Harold Adams entworfenen William Volker Building. Beide Gebäude sind in das National Register of Historic Places eingetragen.

## Persönlichkeiten
Zu den berühmten Lehrern gehörten der Maler Mark Tobey (1890–1976), die Begründerin des Modernen Tanzes Martha Graham (1884–1991) und der Komponist und Maler John Cage (1912–1992). Gary Peacock, der amerikanische Jazz-Bassist unterrichtete zwischen 1976 und 1983 Musiktheorie. Der legendäre Tänzer und Choreograf Merce Cunningham studierte am Cornish College Ende der 1930er Jahre. Der US-amerikanisch-kanadische Filmschauspieler Brendan Fraser machte hier seinen Abschluss. Bekannte Künstler wie Imogen Cunningham, Lou Harrison, Meredith Monk, Mark Morris und Bill Frisell waren am Cornish artist in residence.